# Eueides vibilia
Eueides vibilia är en fjärilsart som beskrevs av Pierre André Latreille och Jean Baptiste Godart 1819. Eueides vibilia ingår i släktet Eueides och familjen praktfjärilar. Inga underarter finns listade i Catalogue of Life.

## Bildgalleri

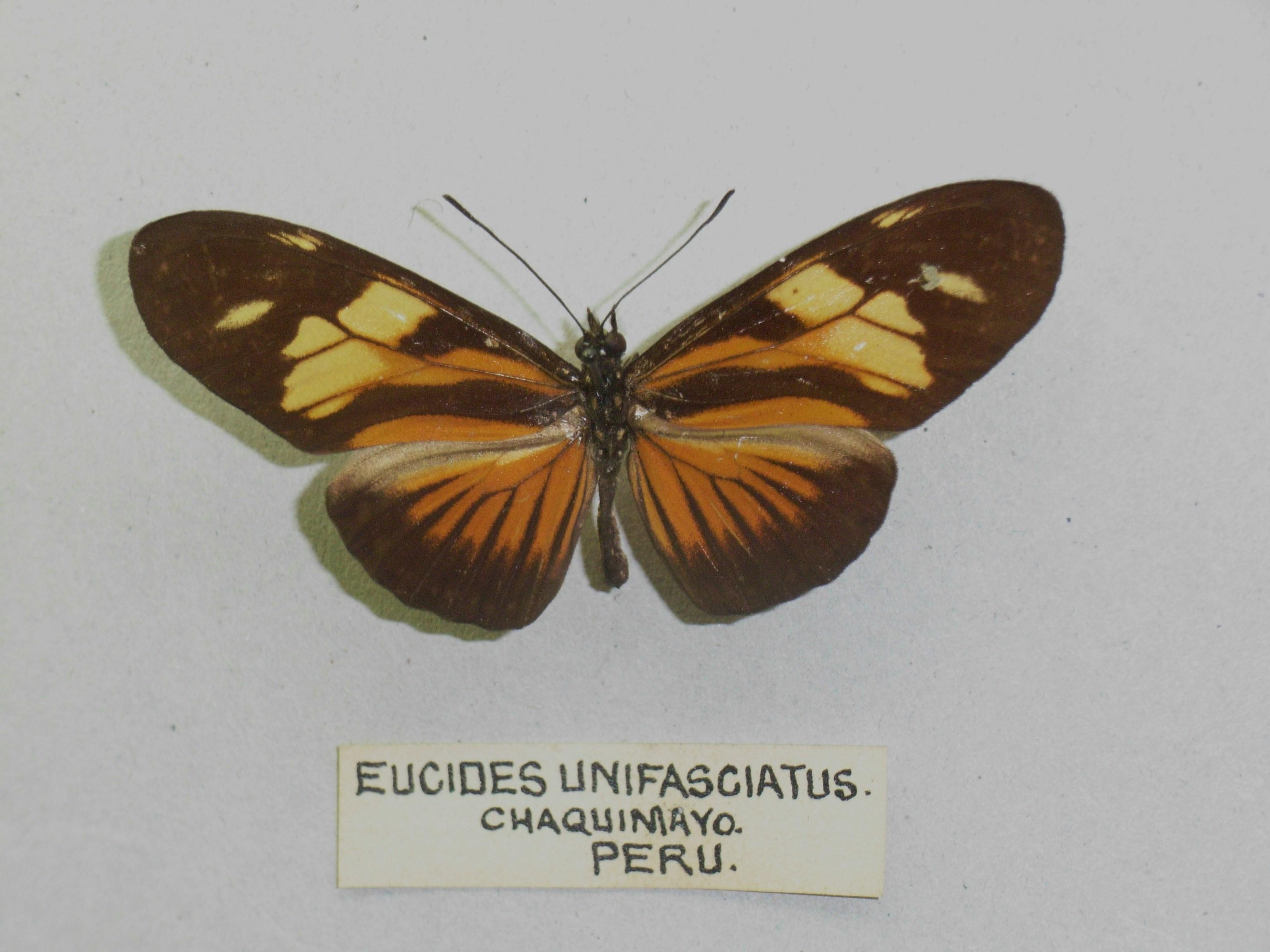